# Estación Moskovsky (San Petersburgo)
La estación San Petersburgo-Glavnyy (del ruso: Санкт-Петербург-Главный), conocida hasta 1924 como Nikolayevskiy, popularmente denominada estación Moskovsky (en ruso: 'Моско́вский вокза́л), es una estación de ferrocarril de San Petersburgo, Rusia, la más antigua de la ciudad. Es la estación destino u origen de la línea San Petersburgo-Moscú, además de otros destinos como Rusia central y sur de Rusia, Crimea, Siberia y Ucrania oriental.

## Historia

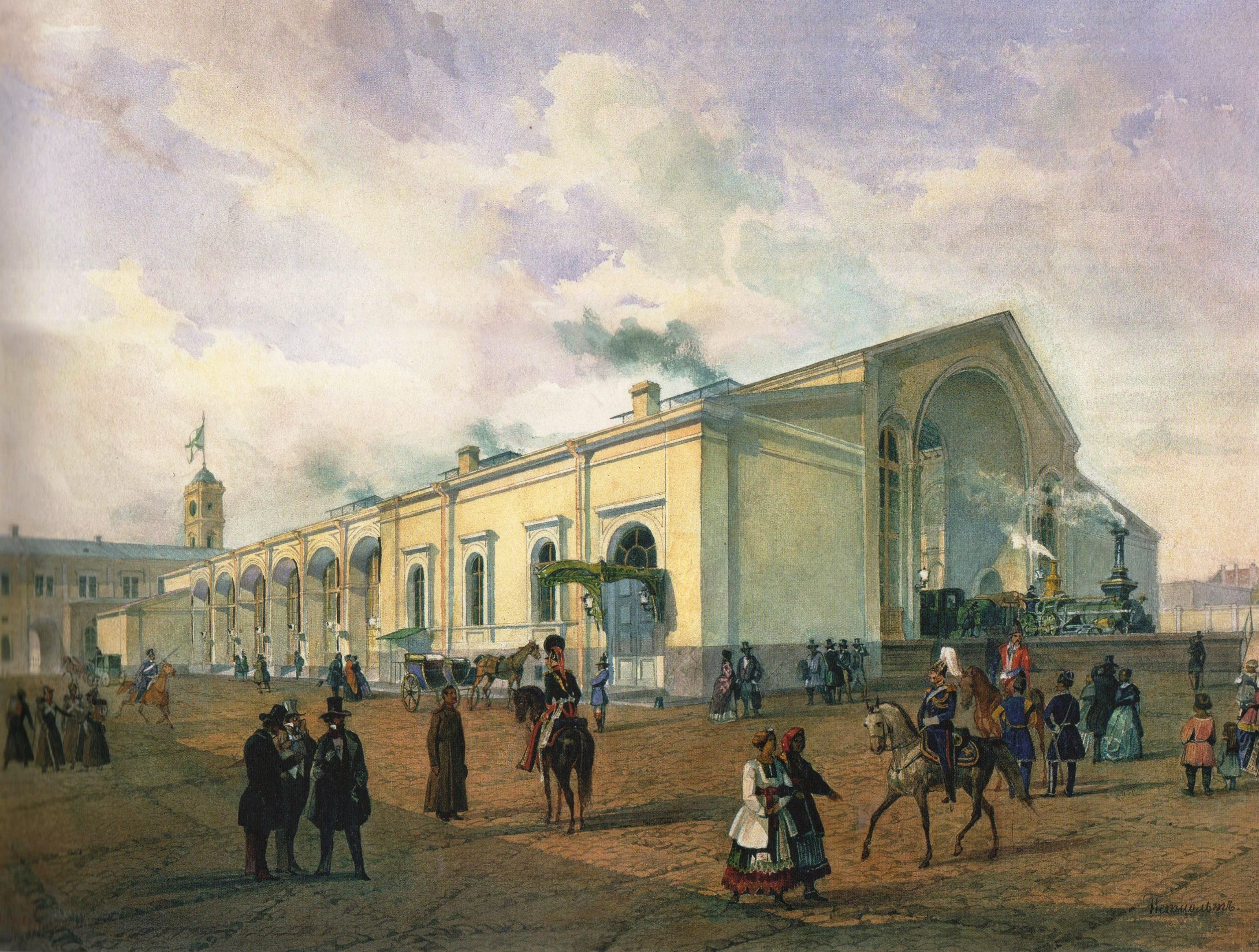
La estación Nikolayevskiy en 1851.

La estación es la más antigua que se conserva en la ciudad, que fue erigida en 1844-1851 con un diseño de Konstantin Ton. Como Nicolás I de Rusia era el monarca reinante y el mayor patrón de la construcción del ferrocarril del reino, la estación fue nombrado Nikolayevskiy en su honor. Posteriormente fue rebautizada Oktyabrsky en memoria de la Revolución de Octubre en 1924, la estación no se le dio su nombre actual hasta 1930, Moskovsky, por ser Moscú el final del trayecto de la línea que partía de la estación.
A pesar de las grandes ventanas «venecianas», dos pisos de columnas corintias y un reloj de torre de dos pisos en el centro como referencia explícita a la arquitectura del Renacimiento italiano, el edificio incorpora otras características de una variedad de épocas y países. Una estación de tren gemela, la estación Leningradsky, fue construido por un diseño de Thon en el otro extremo de la vía férrea, en Moscú.
Mientras que la fachada de Thon sigue estando prácticamente intacta hasta nuestros días, la estación se amplió entre 1869 y 1879 y en 1912. Fue completamente reconstruido internamente en 1950-1952 y 1967. En 1993 se inauguró un busto de bronce de Pedro el Grande en el vestíbulo principal, en sustitución del busto de Lenin. La estación es servida por las estaciones de Mayakovskaya y Ploshchad Vosstaniya del metro de San Petersburgo, con las dos estaciones vinculadas a la construcción de la estación por un pasillo subterráneo.

## Servicios

### Tren de alta velocidad
| Nº de tren                                      | Nombre               | Destino              | Operado por         |
| ----------------------------------------------- | -------------------- | -------------------- | ------------------- |
| 151/152 153/154 155/156 159/160 163/164 165/166 | Sapsan (rus: Сапсан) | Moscú (Leningradsky) | Ferrocarriles Rusos |

## Imágenes

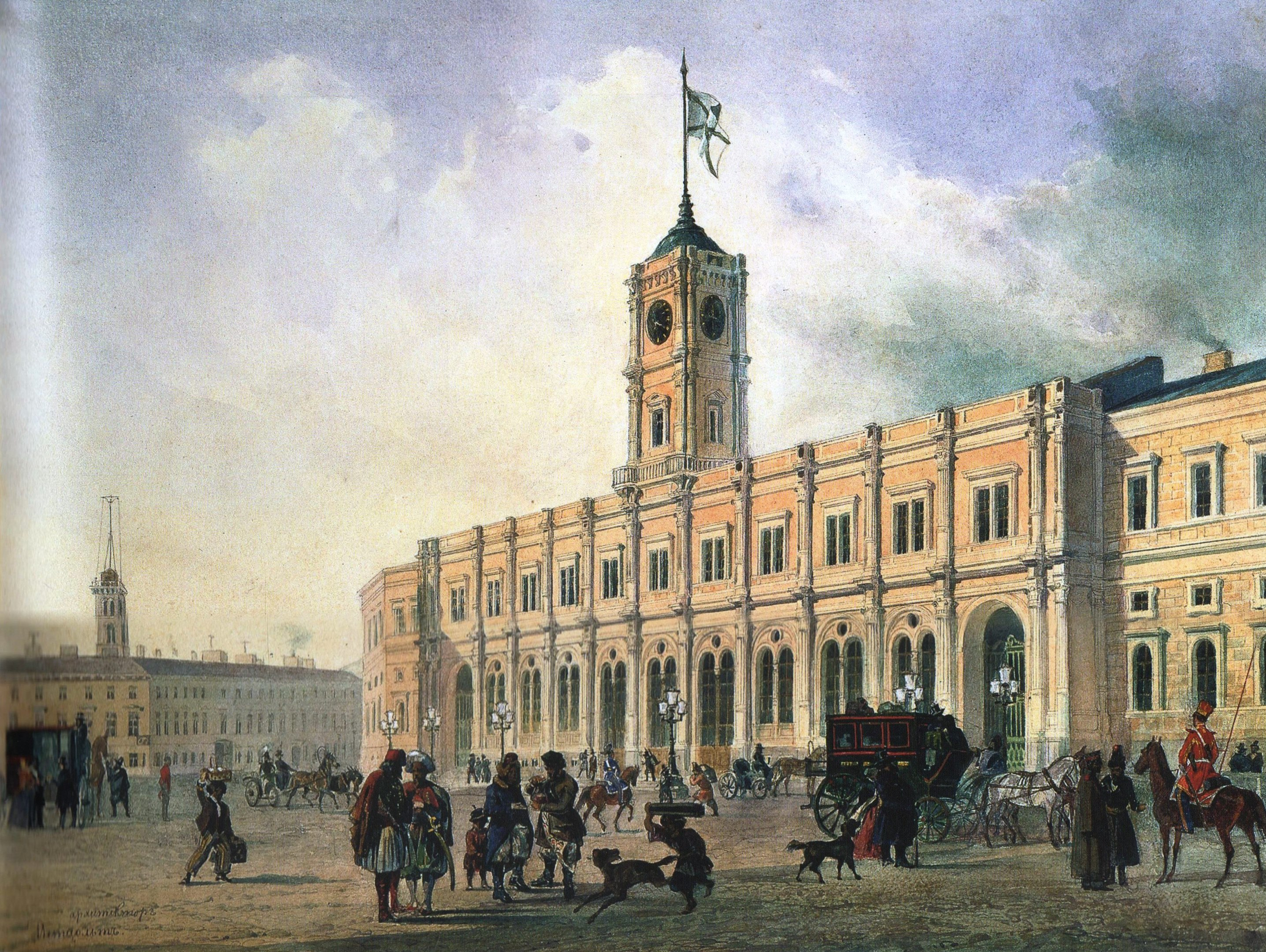
La estación en 1851
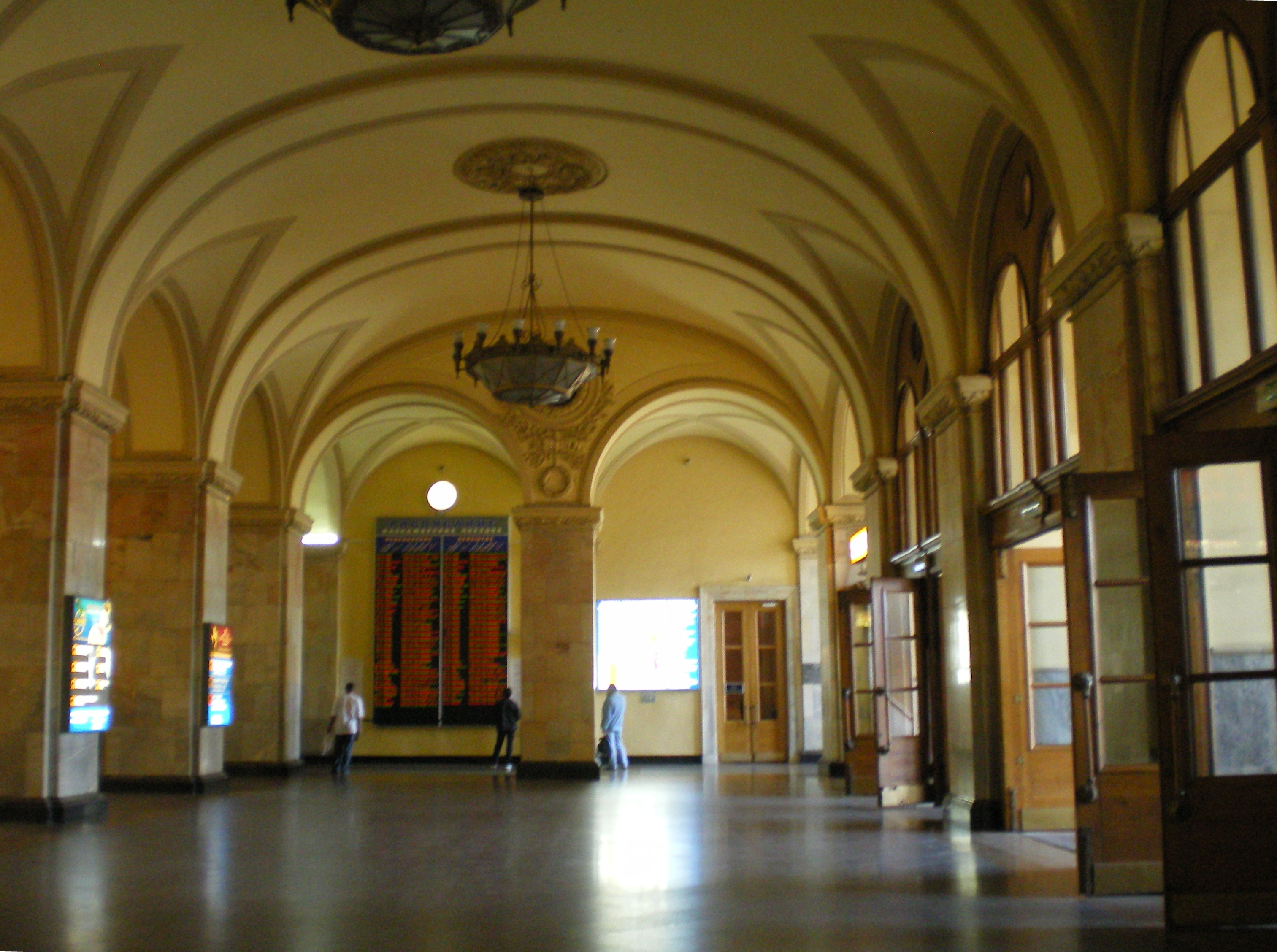
Hall de la estación
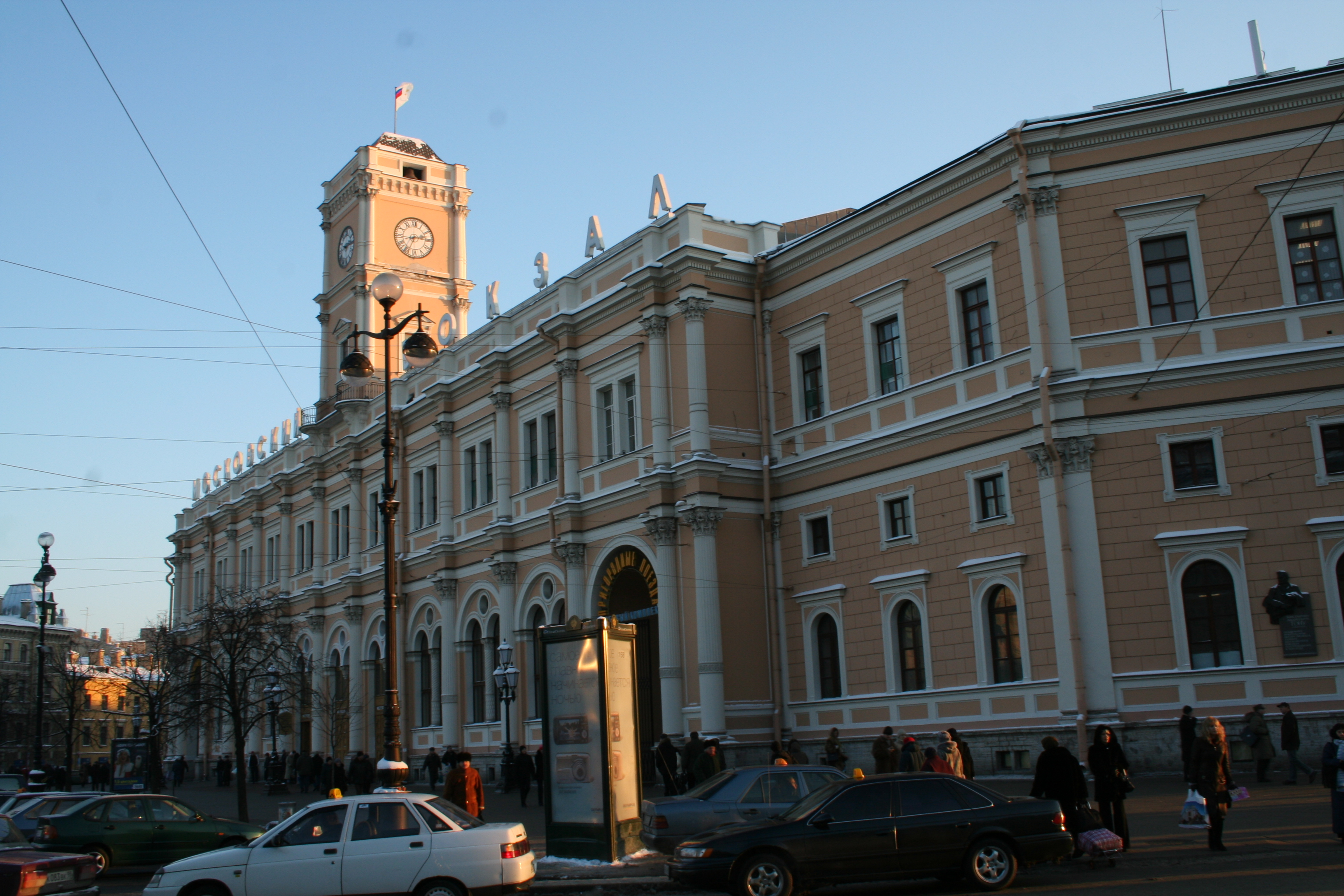
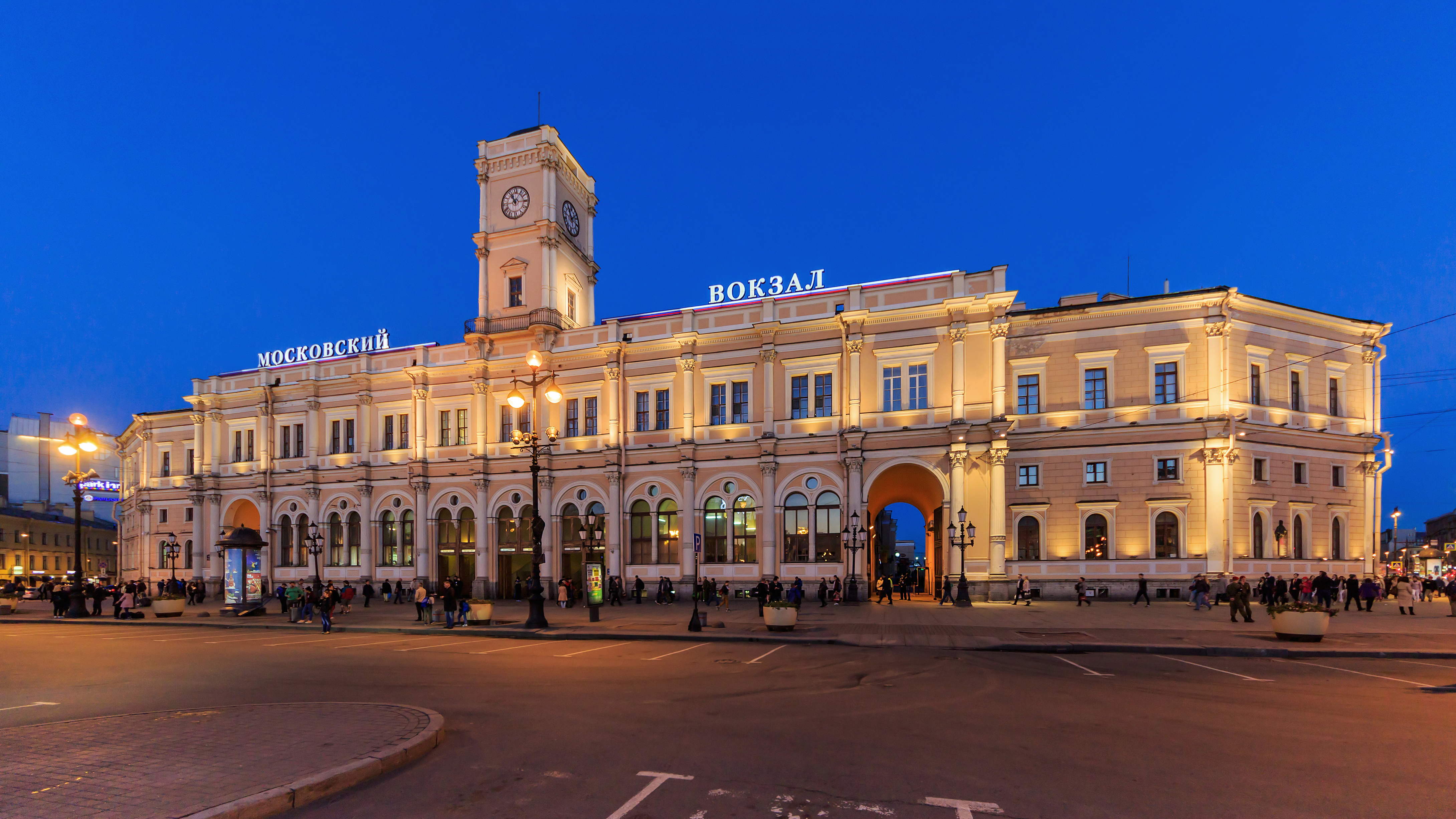
La estación iluminada en la noche